# Симеон Сакскобургготски
Симеон Борисов Сакскобургготски  (докато е цар, с официална титла Негово Величество Симеон II, цар на българите, или накратко Симеон Втори) е цар на българите в периода 1943 – 1946 г. и министър-председател на България в правителството му (2001 – 2005).
Симеон II е роден с титлата княз Симеон Търновски, син на цар Борис III и на царица Йоанна Савойска, брат на Мария Луиза Българска и престолонаследник на българския трон. От смъртта на цар Борис III на 28 август 1943 г. до 15 септември 1946 г. е цар на България (официално: Симеон II, Цар на българите), но поради ненавършено пълнолетие от негово име управлява Регентски съвет. Напуска страната със семейството си на 16 септември 1946 г. За пръв път се завръща на 25 май 1996 г. След завръщането си в България в политическия живот е познат като Симеон Сакскобургготски. Често е наричан Царя.
От 24 юли 2001 г. до 17 август 2005 г. Симеон Сакскобургготски е министър-председател на България начело на правителството. След спечелването на парламентарните избори става лидер на партията Национално движение Симеон Втори (НДСВ). Симеон Сакскобургготски, британската кралица Елизабет II и белгийският крал Филип принадлежат към аристократичния род Ветини.

## Биография

### Царство България
Симеон II e роден на 16 юни 1937 г. в Болница Княгиня Клементина, София като първи син и престолонаследник на цар Борис III и царица Йоанна Савойска. Произхожда по бащина линия от рода Сакс-Кобург-Гота (Сакс-Кобург-Гота-Кохари) и от рода на Орлеаните. Майката на цар Фердинанд – принцеса Клементина Бурбон-Орлеанска (1817 – 1907), е дъщеря на краля на Франция Луи-Филип. По майчина линия Симеон II е свързан с италианската кралска династия на Савоите и с черногорската династия. Негов кръстник е генерал Данаил Николаев.
Чрез прокламация, издадена на 16 юни 1937 г. от цар Борис III, прочетена на 27 юни 1937 г. от министъра на войната Христо Луков, княз Симеон Търновски е зачислен в Шести пехотен търновски полк с чин подпоручик и е назначен за шеф на Деветнадесети пехотен шуменски полк, на Първи армейски артилерийски полк и на Трети конен полк.
Симеон II е цар на България от 1943 до 1946 г. Заради ненавършено пълнолетие от негово име управлява регентски съвет. От 28 август 1943 г. до 9 септември 1944 г. в него влизат регентите княз Кирил Преславски, проф. Богдан Филов и генерал Никола Михов, а след Деветосептемврийския преврат от 1944 до 1946 г. – представителите на ОФ Тодор Павлов, Венелин Ганев и Цвятко Бобошевски. Тримата регенти, голяма част от министрите на последните три правителства, депутати, генерали от българската армия, изтъкнати журналисти и представители на висшата и средна управляваща класа на България през войната са екзекутирани след присъди от така наречения „Народен съд“ през февруари 1945 г. („Кървавият четвъртък“). Царското семейство живее в двореца „Врана“ под домашен арест.
На 15 септември 1946 г. в присъствието на Съюзническата контролна комисия (СКК) и части на Съветската армия, се провежда Референдум за обявяване на България за република. В СКК влизат представители на армиите на СССР, САЩ и Великобритания. Тя е под председателството на съветския генерал-полковник Сергей Бирюзов. Над 95% от гласувалите са за република, но тъй като страната по това време на практика е все още окупирана от съветски войски, гласуването на референдума не отговаря на съвременните разбирания за свободен вот. Съществуват и съмнения, че резултатите са фалшифицирани. В същото време премахването на монархията се подкрепя от всички легални партии, включително от антикомунистическата опозиция, чийто лидер Никола Петков заявява: „Референдумът за Република се проведе при пълна свобода, защото целият народ бе единодушен за премахването на монархическия режим, който докара на България само нещастия и катастрофи“. Резултатите са признати от Съюзническата контролна комисия за действителни, както и от всички държавни ръководства от съюзните страни победителки във Втората световна война.
На 16 септември 1946 г. царското семейство (царица Йоанна, Симеон II и сестра му Мария-Луиза) е прогонено от страната. Така Симеон Сакскобургготски напуска България, без никога да е абдикирал от престола. Някои смятат, че референдумът е противоконституционен и нелегитимен, защото не е проведен в съответствие с действащата в страната Търновска конституция, която не предвиждала промяна на формата на държавно управление.
Предложенията за провеждане на нов референдум за монархия или република са отклонени по време на Седмото велико народно събрание през 1990 г.

### Чужбина
След референдума царското семейство заминава за Египет, където в изгнание живее бащата на царица Йоанна – италианският крал Виктор Емануил III. Симеон Сакскобургготски завършва британския колеж „Виктория“ в Александрия.
През 1951 г. се установява в Испания, където живее до 2001 г. В Мадрид завършва Френски лицей. От 1951 г. формално поста на негов възпитател заема известният български журналист, писател, философ и общественик Стефан Попов, напуснал тази длъжност поради невъзможност за изпълнението ѝ и неразбирателство с Царицата майка през 1953 г., за което свидетелства неговото писмо до царица Йоанна.
Когато навършва пълнолетие, на 16 юни 1955 г. Симеон Сакскобургготски прочита прокламация към българския народ, в която потвърждава своята воля да бъде цар на всички българи, да бъде верен на Търновската конституция и на принципите на свободна България. През периода 1958 – 1959 г. е курсант във военната академия „Вали фордж“, гр. Уейн, щата Пенсилвания, САЩ. Там става известен под името „кадет Рилски“. Завършва със звание „младши лейтенант“.
В официалната му биография на сайта на Министерския съвет, докато го оглавява, липсва информация с какво се е занимавал от 1962 г., когато се жени, до 1996 г., когато идва за пръв път в България след 1946 г. Според някои източници през този период е бил бизнесмен в Испания и САЩ. В продължение на 13 години е председател на испанския филиал на френската групировка за отбранителна и електронна промишленост „Томсън“ (Thomson). Работил е като консултант за няколко фирми в Европа и Африка, специализирайки в областта на банковото дело, хотелиерството, електрониката и доставката на хранителни продукти.

### Република България
След напускането на страната Симеон Сакскобургготски идва за първи път в България през 1996 г., след преодолени трудности, свързани с искането да му бъде издаден български паспорт и ЕГН. Българите приветстват радушно неговото завръщане. Тогавашният премиер Жан Виденов отказва да се срещне с него. През 1999 г. Симеон Сакскобургготски идва в България за втори път с кораб по река Дунав, в рамките на международна религиозно-екологична конференция.
Завръща се в страната през 2001 г. Сформираната от него партия Национално движение Симеон Втори (НДСВ) печели парламентарните избори в коалиция с две малки партии (тъй като не успява да получи съдебна регистрация като партия). Симеон Сакскобургготски оглавява правителството в коалиция с ДПС, включващо и отделни представители на БСП (без официалната парламентарна подкрепа на социалистите). През 2005 г. прави промени в кабинета си, включвайки в него представители на партия „Новото време“ (създадена от депутати от дискусионен клуб в рамките на парламентарната група на НДСВ).
На парламентарните избори през юни 2005 г. НДСВ остава втора политическа сила. БСП печели 31% от гласовете и първоначално се опитва да състави правителство без втората политическа сила, а само с ДПС. След като парламентът одобрява кандидатурата на Сергей Станишев за министър-председател, но отхвърля състава на кабинета, БСП съставя коалиционно правителство с НДСВ и ДПС и активното посредничество на президента. Симеон Сакскобургготски получава церемониалния пост председател на коалиционния съвет. На първите избори за български представители в Европейския парламент през май 2007 г. НДСВ успява да спечели едно място за евродепутат, след ГЕРБ – 5, БСП – 5, ДПС – 4 и Атака – 3. На проведените на 5 юли 2009 г. парламентарни избори за XLI НС, НДСВ не успява да премине 4%-бариера и остава извън парламента. На 6 юли същата година Симеон Сакскобургготски подава оставка като лидер на движението. Почетен член на Атлантически клуб – България. Удостоен със званието почетен гражданин на Балчик на 14 август 2002 г., във връзка с 60-ата годишнина от връщането на Южна Добруджа към пределите на България.
През 2016 г. Симеон Сакскобургготски подкрепя издигнатата кандидатура на Ирина Бокова за генерален секретар на ООН.
След смъртта на първия демократично избран президент Желю Желев на 30 януари 2015 г. Сакскобурготски става най-възрастния жив бивш държавен глава на България.
След смъртта на последния министър-председател на България от времето на социализма Георги Атанасов на 31 март 2022 г. става най-възрастния жив бивш министър-председател на България.

## Семейство

### Произход
|  |                             |  |  |  |  |  |  |  |  |  |  |  |  |
|  | Август фон Сакс-Кобург-Гота |  |  |  |  |  |  |  |  |  |  |  |  |
|  |                             |  |  |  |  |  |  |  |  |  |  |  |  |
|  |                             |  |  |  |  |  |  |  |  |  |  |  |  |
|  | Фердинанд I Български       |  |  |  |  |  |  |  |  |  |  |  |  |
|  |                             |  |  |  |  |  |  |  |  |  |  |  |  |
|  |                             |  |  |  |  |  |  |  |  |  |  |  |  |
|  | Клементина Бурбон-Орлеанска |  |  |  |  |  |  |  |  |  |  |  |  |
|  |                             |  |  |  |  |  |  |  |  |  |  |  |  |
|  |                             |  |  |  |  |  |  |  |  |  |  |  |  |
|  | Борис III                   |  |  |  |  |  |  |  |  |  |  |  |  |
|  |                             |  |  |  |  |  |  |  |  |  |  |  |  |
|  |                             |  |  |  |  |  |  |  |  |  |  |  |  |
|  | Роберто I Бурбон-Пармски    |  |  |  |  |  |  |  |  |  |  |  |  |
|  |                             |  |  |  |  |  |  |  |  |  |  |  |  |
|  |                             |  |  |  |  |  |  |  |  |  |  |  |  |
|  | Мария-Луиза Бурбон-Пармска  |  |  |  |  |  |  |  |  |  |  |  |  |
|  |                             |  |  |  |  |  |  |  |  |  |  |  |  |
|  |                             |  |  |  |  |  |  |  |  |  |  |  |  |
|  | Мария-Пия Бурбонска         |  |  |  |  |  |  |  |  |  |  |  |  |
|  |                             |  |  |  |  |  |  |  |  |  |  |  |  |
|  |                             |  |  |  |  |  |  |  |  |  |  |  |  |
|  | Симеон II Сакскобургготски  |  |  |  |  |  |  |  |  |  |  |  |  |
|  |                             |  |  |  |  |  |  |  |  |  |  |  |  |
|  |                             |  |  |  |  |  |  |  |  |  |  |  |  |
|  | Умберто I                   |  |  |  |  |  |  |  |  |  |  |  |  |
|  |                             |  |  |  |  |  |  |  |  |  |  |  |  |
|  |                             |  |  |  |  |  |  |  |  |  |  |  |  |
|  | Виктор Емануил III          |  |  |  |  |  |  |  |  |  |  |  |  |
|  |                             |  |  |  |  |  |  |  |  |  |  |  |  |
|  |                             |  |  |  |  |  |  |  |  |  |  |  |  |
|  | Маргарита Савойска          |  |  |  |  |  |  |  |  |  |  |  |  |
|  |                             |  |  |  |  |  |  |  |  |  |  |  |  |
|  |                             |  |  |  |  |  |  |  |  |  |  |  |  |
|  | Йоанна Българска            |  |  |  |  |  |  |  |  |  |  |  |  |
|  |                             |  |  |  |  |  |  |  |  |  |  |  |  |
|  |                             |  |  |  |  |  |  |  |  |  |  |  |  |
|  | Никола I                    |  |  |  |  |  |  |  |  |  |  |  |  |
|  |                             |  |  |  |  |  |  |  |  |  |  |  |  |
|  |                             |  |  |  |  |  |  |  |  |  |  |  |  |
|  | Елена Петрович Негош        |  |  |  |  |  |  |  |  |  |  |  |  |
|  |                             |  |  |  |  |  |  |  |  |  |  |  |  |
|  |                             |  |  |  |  |  |  |  |  |  |  |  |  |
|  | Милена Петрович             |  |  |  |  |  |  |  |  |  |  |  |  |
|  |                             |  |  |  |  |  |  |  |  |  |  |  |  |
|  |                             |  |  |  |  |  |  |  |  |  |  |  |  |

### Съпруга
На 21 януари 1962 г. в православната църква във Вьове, Швейцария, Симеон Сакскобургготски се жени за Маргарита Гомес-Асебо и Сехуела, дъщеря на испанските благородници дон Мануел Гомес-Асебо и Модет, маркиз де Кортина (банкер) и съпругата му доня Мерседес Сехуела и Фернандес, родена през 1935 г. Двамата имат четирима синове, една дъщеря и 11 внучета, като Симеон Муньос – първородният син на Калина, е роден в България:

### Деца
- Кардам (1962 – 2015), женен за Мириам Унгрия и Лопес (1963)
  - Борис (* 1997)
  - Белтран (* 1999)
- Кирил (1964 г.), разведен с Росарио Надал и Фустер-Пуигдорфила (1968)
  - Мафалда (* 1994)
  - Олимпия (* 1995)
  - Тасило (* 2002)
- Кубрат (1965 г.), женен за Карла Мария Ройо-Вилянова и Урестарасу (1969)
  - Мирко (* 1995)
  - Лукас (* 1997)
  - Тирсо (* 2002)
- Константин-Асен (1967 г.), женен за Мария Гарсия де ла Расиля и Гортасар (1970)
  - Умберто (* 1999)
  - София (* 1999)
- Калина (1972 г.), омъжена за Антонио (Китин) Муньос Валкарсел (1958)
  - Симеон Хасан Муньос (* 2007).

Симеон Сакскобургготски става кръстник на великия княз на Русия Георгий Михайлович на 6 май 1981 г. в Мадрид.
Живее в Двореца „Врана“, район „Искър“, София. Освен родния си български език, Симеон Сакскобургготски говори английски, френски, немски, италиански и испански и използва арабски и португалски.

## Награди
Симеон Сакскобургготски е носител на най-високите степени на над 30 европейски династически ордена и отличия:
- Огърлицата на Ордена на Златното Руно, Испания, 2004 г.[11]
- Огърлицата на Ордена на Светото Благовещение, Италия.
- Голям Офицер на Ордена на Почетния легион, Франция.
- Голямата огърлица на Ордена „Свети Лазар“, Франция.
- Великият Кръст на Ордена „Леополд III“, Белгия.
- Великият Кръст на Константиновия Орден „Свети Георги“, Парма.
- Великият Кръст на Ордена „Свети Януарий“, Парма.
- Великият Кръст на Ордена на Спасителя, Кралство Гърция.
- Великият Кръст на Ордена „Карлос III“, Испания.
- Великият Кръст на Честта и Благочестието, Суверенен военен орден на Свети Йоан от Йерусалим, Родос и Малта (Малтийски орден), 2006 г.
- Орден „Независимостта на Йордания“, Йордания.
- Великият Кръст на Ордена на Божи Гроб, Йерусалимска Патриаршия.
- Орден „Св. Цар Борис-Михаил Покръстител“, Българската Патриаршия.
- Орден „Св. Иван Рилски“, Българската Патриаршия, 2015 г.
- Орден „Стара планина“, България, 2007 г.
- Награда за принос от Висшия Мюсюлмански Съвет, 2018 г.

## „Royal cup“
През 2015 г. в България се учредява международен турнир по тенис „Royal cup“ под егидата на Симеон Сакскобургготски и неговото семейство. През 2017 г. той и съпругата му Маргарита лично откриват царския турнир във ваканционен комплекс „Албена“.

## Противоречия

### Двойно гражданство
След референдума за република през 1946 г. царското семейство е прокудено от страната без акт за абдикация или детронация. Симеон Сакскобургготски не е лишен нито тогава, нито по-късно от българско гражданство.
Не е ясно с какъв паспорт е пътувал Сакскобургготски до 1991 година. Един от синовете му признава в интервю, че семейството му е ползвало италиански дипломатически паспорт по линията на майка си, като временно решение.
Не са представени доказателства за наличието на двойно гражданство. Министър-председателят на България по конституция не може да има такова.

### „Царски имоти“
Понастоящем Симеон Сакскобургготски и сестра му Мария Луиза Българска са отново собственици на част от недвижимите имоти, които са притежавали до 1946 година (вкл. 2100 хектара гора в района на зимния курорт Боровец). Между тези имоти са резиденция „Врана“ и ловна хижа „Царска Бистрица“.
През 1998 г. Конституционният съд (КС) с Решение 12 обявява за противоконституционен „Закона за обявяване в държавна собственост на имуществото на царете Фердинанд и Борис и техните наследници“. Документът уточнява и че според списъка от 1946 г., изготвен по нареждане на министър-председателя Кимон Георгиев, царските имоти са 17. От тях на царското семейство са върнати резиденция „Врана“ до София, „Царска Бистрица“, „Саръ-гьол“, „Ситняково“, къща в гр. Баня, горски масиви в района на град Самоков – Боровец, и в село Бели Искър.
Редица опозиционери твърдят, че решението на КС не е достатъчно основание за връщането на имотите и въпросът трябва да бъде уреден с отделен закон, както и че някои от царските имоти са собственост на Интендантството, а не на царското семейство. От друга страна, според някои анализатори и на защитата на Симеон Сакскобургготски и сестра му, Интендантството никога не е било държавна институция и не е разполагало с държавни средства и активи. То представлява личната администрация (секретариат) на царете Фердинанд, Борис и Симеон и е управлявало техните собствени средства от цивилната листа.Държавната защита твърди, че Интендантството е държавна структура и на четири заседания на съдебни състави съдът е постановил именно това.
Според други тълкувания някои от тези имоти са държавна собственост, предоставени за обслужване на монархическата институция. На тази основа някои политически противници на Сакскобургготски, включително и Иван Костов, по време на чието правителство са реституирани част от имотите, настояват за анулиране на реституцията. Депутатката Стела Банкова внася в Народното събрание два законопроекта, вторият от името на Партия Атака, с които реституцията се отменя, но те не са подлагани на гласуване.
През март 2006 г. е създадена специална парламентарна комисия за разследване на реституцията на т.нар. „царски имоти“. Тази комисия и партиите повдигат въпроса за царските имоти, но поради необходимостта на управляващата коалиция БСП, НДСВ, ДПС да си осигури стабилност на управлението, въпросът за незаконно възстановените имоти се потулва. В замяна на това Симеон Сакскобургготски безкритично подкрепя всяка инициатива на коалицията.

### „Царска болница“
През юни 2006 г. името на бившия премиер е замесено в скандал, който, според италиански медии, дори щял да „промени политическата ситуация в България“. Името на бившия министър-председател е замесено в предполагаеми корупционни схеми на арестувания в Италия негов първи братовчед – принц Виктор-Емануил Савойски, обвинен в престъпно сдружение с цел корупция на държавни служители, измами и използване на проститутки.
Проектът за строеж на детска болница в България с посредничеството на Виктор-Емануил Савойски и с покровителството на тогавашния премиер Сакскобургготски, според някои, е на цена, надвишаваща подобни здравни заведения в Европа. Проектът за педиатрията излиза на 4 май 2004 г. като предложение, подкрепено с Решение 384 на кабинета и подписано от премиера Сакскобургготски. Неговото правителство се опитва на два пъти да прокара проекта през XXXIX народно събрание, което предизвиква протести и става причина за създаване на временна анкетна комисия. В доклада на анкетната комисия е посочено, че финансовият министър Милен Велчев и здравният Славчо Богоев са нарушили Конституцията и закона за международните договори, защото са сключили споразумение за кредит с банка „Банк Аустрия Кредитанщалт“ без съгласието на парламента. Изводът на комисията е, че изпълнителната власт не е защитила държавния интерес.
По цени на Камарата на архитектите в България стойността на строежа е 1 960 000 евро. Средствата, които се предвиждат в споразумението, са 7 259 000 евро. Разгърнатата застроена площ на детската клиника по чертеж е 11 807 m². В предложението за инвестиционен проект, което внася министърът на здравеопазването Славчо Богоев в парламента, се посочва общата площ на педиатрията от 60 000 m². Най-странното е, че и в двата случая посочената сума за изграждането на новата детска клиника е една и съща, независимо от огромната разлика в площта. Така едно легло в педиатрията излиза 280 000 евро. В най-реномираните европейски болници цената на легло през 2004 г. е 30 000 евро.
През месец юли 2004 г. девет депутати от опозицията дават доклада си за „Царската болница“ на прокуратурата. Започва проверка, но преписката е забавена почти две години въпреки законовия едномесечен срок. Две седмици преди избухването на „италианския скандал“ е назначена нова проверка на болницата. На 13 юни 2006 г. е публикуван докладът, поръчан от новия главен прокурор Борис Велчев, в който се разкрива, че делото за „Царската болница“ е било умишлено забавено по нареждане на предшественика му Никола Филчев.

## Биографичен филм
На 15 юни 2012 г. в зала 1 на НДК се състои българската премиера на биографичния филм за Симеон II „Момчето, което беше цар“.

## Галерия
- Виктор Емануил III Савойски, дядо по майчина линия
- Княгиния Мария-Луиза Принцеса Фон Кохари
- Кралица Елена Черногорска, баба по майчина линия
- Цар Фердинанд I, дядо по бащина линия
- Царица Йоанна, Принцеса Ди Савоя, майка
- Княгиния Мария-Луиза Борбон-Пармска, баба по бащина линия
- Цар Борис III, баща
- Непълнолетният Симеон II